# Kurt Hutten
Kurt Hutten (* 6. März 1901 in Langenburg; † 17. August 1979 in Ludwigsburg) war ein deutscher evangelischer Theologe, Apologet und Publizist.

## Leben

### Studium
Nach der vorgeschriebenen Schulzeit besuchte Hutten von 1915 bis 1919 die Evangelischen Seminare Maulbronn sowie Blaubeuren. Anschließend studierte er Evangelische Theologie an der Universität Tübingen. Hier wurde er auch Mitglied der Tübinger Königsgesellschaft Roigel. 1923 legte er das erste theologische Examen ab und war bis 1927 Vikar in Schnaitheim sowie Mergentheim. Seine Promotion zum Doktor der Philosophie absolvierte Hutten 1928 bei dem Tübinger Religionswissenschaftler Jakob Wilhelm Hauer.

### Berufliches Wirken
Die Stationen von Huttens beruflichem Werdegang waren: 
- 1930 Geschäftsführer beim Evangelischen Volksbund Württemberg
- 1935 Redakteur des Evangelischen Pressedienstes (EPD)
- 1939 Schriftleiter des Evangelischen Gemeindeblatts für Württemberg
- 1941 Vertreter Württembergs beim Rat der Evangelisch-Lutherischen Kirche Deutschlands in Berlin

Ab Mitte 1943 wurde Hutten zum Wehrdienst eingezogen und geriet bis September 1945 in amerikanische Kriegsgefangenschaft. Von 1952 bis 1960 war Hutten dann verantwortlich für das Deutsche Pfarrerblatt und leitete danach acht Jahre lang die Evangelische Zentralstelle für Weltanschauungsfragen in Stuttgart. 1970 wurde er vom Rat der EKD zum „Beauftragten für religiöse Minderheiten“ ernannt.

## Huttens HauptwerkSeher, Grübler, Enthusiasten
Sein Sektenbuch Seher, Grübler, Enthusiasten – erstmals 1950 erschienen – wurde zu einem „Klassiker“. 1982 erschien es in letzter Bearbeitung, die bis 1997 noch dreimal unverändert nachgedruckt wurde. Auf dieses Standardwerk wird immer wieder zurückgegriffen. In seiner Beschäftigung mit Sondergemeinschaften sah Hutten auch eine Veranlassung zu kirchlicher Selbstkritik. Er sprach von einem „Amt der Sekten“: „Wir müssen auf das Amt achten, das Gott auch den Sekten gegeben hat.“ Denn solche Gemeinschaften weisen auf Lücken in der kirchlichen Verkündigung sowie auf Mängel in der kirchlichen Praxis hin. Auf diese Haltung verweist Franz Graf-Stuhlhofer und konkretisiert sie in den Kapiteln „Lernprozesse durch Begegnungen mit Sektenmitgliedern“ und „Theologische Einsichten durch Beobachtung der Sekten-Szene“.

## Publikationen
- Nationalsozialismus und Christentum. Evangelischer Volksbund, Stuttgart 1932
- Kulturbolschewismus. Eine deutsche Schicksalsfrage. Kohlhammer, Stuttgart 1932.
- Christus oder Deutschglaube? Ein Kampf um die deutsche Seele. Steinkopf, Stuttgart 1935
- Ein neues Evangelium? Zu der Forderung einer „völkischen Reformation“ der Kirche. Quell, Stuttgart 1936
- Seher, Grübler, Enthusiasten. Das Buch der traditionellen Sekten und religiösen Sonderbewegungen. Quell, Stuttgart 1950; 12. A. ebd. 1982, ISBN 3-7918-2130-X
- Die Glaubenswelt des Sektierers. Das Sektentum als antireformatorische Konfession – sein Anspruch und seine Tragödie. Furche, Hamburg 1957
- Weltraum, Mensch und Himmelreich. Calwer (Hefte 43), Stuttgart 1961
- Asien missioniert im Abendland (hrsg. mit Siegfried von Kortzfleisch). Kreuz, Stuttgart 1962
- Seelenwanderung – Hoffnung oder Alptraum der Menschen? (mit Siegfried von Kortzfleisch). Kreuz, Stuttgart 1962; 2. erg. A. ebd. 1966
- Christen hinter dem Eisernen Vorhang. 2 Bände. Quell, Stuttgart 1962/63
- Was glauben die Sekten? Modell, Wege, Fragezeichen. Quell, Stuttgart 1965
- Die Presse als Kanzel? Verkündigung in der Publizistik 1938–1967. Quell, Stuttgart 1967
- Zukunft – Paradies oder Weltuntergang? Brockhaus, Wuppertal 1974, ISBN 3-417-00471-3

## Einzelbelege
1. ↑  Das Evangelische Kirchenlexikon. Internationale theologische Enzyklopädie, Bd. 4, Göttingen 1996, Sp. 196, gibt zu diesem Werk an: „umfassende Beschreibung und Literatur“ (im Artikel Sekte, von Wolfgang Marhold).
2. ↑  So Hutten im Vorwort seines Buches Seher, Grübler, Enthusiasten, bereits in der 1. Auflage von 1950.
3. ↑  Franz Graf-Stuhlhofer: Warnen vor Irrwegen oder Selbsthinterfragen als Kirche. In: Christian Herrmann, Rolf Hille (Hrsg.): Verantwortlich glauben. Ein Themenbuch zur christlichen Apologetik. VTR, Nürnberg 2016, S. 284–293, dort 289f.
4. ↑  Graf-Stuhlhofer: Warnen vor Irrwegen oder Selbsthinterfragen als Kirche. Die kirchliche Auseinandersetzung mit so genannten „Sekten“. In: Herrmann, Hille: Verantwortlich glauben. 2016, S. 290–293.

| Personendaten    | Personendaten                                      |
| ---------------- | -------------------------------------------------- |
| NAME             | Hutten, Kurt                                       |
| KURZBESCHREIBUNG | deutscher evangelischer Theologe und Sektenkundler |
| GEBURTSDATUM     | 6. März 1901                                       |
| GEBURTSORT       | Langenburg                                         |
| STERBEDATUM      | 17. August 1979                                    |
| STERBEORT        | Ludwigsburg                                        |